# Terézia Andrejová
Terézia Andrejová (4. listopadu 1940 – 5. května 2016) byla slovenská a československá politička Komunistické strany Slovenska a poslankyně Sněmovny národů Federálního shromáždění za normalizace.

## Biografie
K roku 1976 se profesně uvádí jako dělnice. Ve volbách roku 1976 zasedla do slovenské části Sněmovny národů (volební obvod č. 140 - Poprad, Východoslovenský kraj). Byla tehdy evidována jako bezpartijní poslankyně. Mandát obhájila ve volbách roku 1981 (obvod Poprad), nyní již jako členka KSS, a volbách roku 1986 (obvod Poprad). Ve Federálním shromáždění setrvala až do konce funkčního období, tedy do svobodných voleb roku 1990. Netýkal se jí proces kooptací do Federálního shromáždění po sametové revoluci.